# Программа удалённого администрирования
Программа удалённого администрирования, remote access software или remote access service (англ. программа или служба удаленного доступа) — программа, служба или функция операционной системы, позволяющая получить удалённый доступ к компьютеру через Интернет или локальную сеть и производить управление и администрирование удалённого компьютера в реальном времени. Программы удалённого администрирования предоставляют почти полный контроль над удалённым компьютером: они дают возможность удалённо управлять рабочим столом и всей операционной системой компьютера, возможность копирования или удаления файлов, установки и запуска приложений и так далее.

## Программы демонстрации экрана
Подмножеством программ удалённого администрирования можно назвать программы, позволяющие демонстрировать (и просматривать) содержимое экрана пользователя без возможности удалённого управления. Такие программы часто используются в рамках онлайн-конференций, вебинаров, презентаций, дистанционного обучения для демонстрации содержимого рабочего стола на ПК или другом устройстве ведущего для большого числа участников в режиме реального времени (см. также телеприсутствие).
Однако могут использоваться такие программы и специалистами технической поддержки для удалённой помощи пользователю в виде консультаций и инструкций.
Большинство программ удалённого администрирования имеет также функцию демонстрации экрана без возможности удалённого управления.

## Специализированные программы удалённого администрирования
Существует множество реализаций программ удалённого администрирования. Все реализации различаются по интерфейсу и используемым протоколам. Отображаемый интерфейс может быть визуальным или консольным.
Одной из самых популярных и распространённых программ являются, например, компонент операционной системы Windows Remote Desktop Services с клиентом Remote Desktop Connection или rdesktop. Широко известны также Radmin, DameWare, VNC, UltraVNC, Apple Remote Desktop, Hamachi, LiteManager, TeamViewer, AnyDesk , Remote Manipulator System, Ammyy Admin и др.
Для удаленного управления с помощью консольных команд (shell) был создан протокол telnet. Огромное количество сетевых устройств поддерживает удаленное управление при помощи данного протокола. Впрочем, telnet не лишён недостатков (в частности, отсутствует шифрование передаваемых данных) и в дальнейшем был разработан более совершенный защищённый протокол Secured Shell для управления ПК и серверами под управлением операционных систем Unix, FreeBSD, Linux и т. п. Для подключения и удаленного управления по протоколам telnet и ssh среди системных администраторов и специалистов технической поддержки получила широкое распространение программа-клиент PuTTy — небольшого размера, кроссплатформенная, бесплатная, свободная и с открытым исходным кодом. Тем не менее существует множество других программ-клиентов с поддержкой протоколов telnet и ssh, как бесплатных, так и коммерческих под все виды операционных систем и платформ. Для удаленного управления такими персональными компьютерами и серверами в режиме отображения графического рабочего стола операционных систем класса Unix широко применяется также протокол VNC и соответствующие программы-клиенты.

## Неправомерный удаленный доступ и администрирование
Так как технология удаленного доступа позволяет контролировать действия пользователей, что может предоставлять интерес для других, существует разновидность вредоносного ПО и шпионского ПО, которое устанавливается мошенническим или скрытым образом (т.е. без уведомления пользователя) и позволяет контролировать уязвимое рабочее место или устройство. Подобное ПО получило также название бэкдор (англ. "задняя дверь").
Широко-известными примерами подобного следящего ПО, устанавливаемого и действующего без ведома пользователя являются Back Orifice, NetBus, FinFisher.
Впрочем, иногда для этого используются и легальные программы удаленного администрирования, установленные предварительно  и работающие в скрытом режиме, тайком от пользователя, за действиями которого осуществляется контроль. 
По этой причине некоторые программы удаленного администрирования, работающие в таком секретном режиме, рассматриваются антивирусным ПО и подобными комплексами зашиты, как вредоносные.

## Используемые протоколы
Собственно для цели передачи команд администрирования и вывода экрана используются протоколы удалённого администрирования: RDP, VNC, X11, Telnet, Rlogin, RFB, ARD, ICA, ALP и собственные. Для шифрования трафика в программах удалённого администрирования используются протоколы SSH, SSL, TLS и др.